# Cheilanthes buchtienii
Cheilanthes buchtienii là một loài thực vật có mạch trong họ Adiantaceae. Loài này được (Rosenst.) R.M. Tryon miêu tả khoa học đầu tiên năm 1989.